# Memento (album)
A Memento a Moby Dick együttes hatodik lemeze. A K&E kiadó gondozásában 1994-ben megjelent album a zenekar korai demófelvételeinek új változatait tartalmazza. Megjelenésekor sokan egy vadonatúj Moby Dick-albumnak gondolták, mivel a lemez reklámjából nem derült ki egyértelműen, hogy az itt hallható dalok 1983 és 1988 között születtek. A nagyközönség számára ismert Moby Dick-féle thrash metal nyomokban sincs jelen a dalokban, hiszen a korai időszakban a zenekar a jóval lágyabb hard rock, heavy metal stílusban alkotott.
A lemez a 8. helyig jutott a Mahasz Top 40-es lemezeladási listáján.

## Az album dalai
| #   | Cím                      | Szerző(k)                      | Hossz |
| --- | ------------------------ | ------------------------------ | ----- |
| 1.  | Nem vagyok idegen        | Schmiedl Tamás, Mentes Norbert | 2:32  |
| 2.  | Mesélték-e kislány?      | Schmiedl                       | 4:40  |
| 3.  | Pokolrock                | Jancsó Miklós                  | 2:42  |
| 4.  | Zokog a lelkem           | Schmiedl, Auer K. Zsolt        | 5:56  |
| 5.  | Járványveszély           | Mentes Norbert, Schmiedl       | 2:31  |
| 6.  | A III. világháború előtt | Schmiedl, Mentes N., Kun Árpád | 4:52  |
| 7.  | Patkányirtás             | Schmiedl, Mentes N., Mentes E. | 4:20  |
| 8.  | Keresztes vitéz          | Schmiedl, Tóth Imre            | 2:41  |
| 9.  | Kinek kell?              | Mentes N., Schmiedl            | 4:15  |
| 10. | Prometheus               | Schmiedl, Tóth                 | 3:38  |
| 11. | Rossz fiúk               | Mentes N., Schmiedl            | 3:41  |
| 12. | A bűn Krisztusa          | Schmiedl, Kun                  | 3:34  |
| 13. | Falfirkáló               | Schmiedl                       | 5:12  |

## Közreműködők
- Schmiedl Tamás – gitár, ének
- Mentes Norbert – gitár, szólógitár
- Gőbl Gábor – basszusgitár
- Hoffer Péter – dobok

Vendégek
- Czerovszky Henriett – vokál
- Hrutka Róbert – akusztikus gitár